# Jobbágyi
Jobbágyi je vas na Madžarskem, ki upravno spada pod podregijo Pásztói Županije Nógrád.